# Edenkoben (Verbandsgemeinde)
Pour la ville, voir Edenkoben.
Edenkoben est une Verbandsgemeinde (collectivité territoriale) de l'arrondissement de la Route-du-Vin-du-Sud dans la Rhénanie-Palatinat, en Allemagne. Le siège de cette Verbandsgemeinde est dans la ville d'Edenkoben.
La Verbandsgemeinde d'Edenkoben consiste en cette liste d'Ortsgemeinden (municipalités locales) :

Localisation de la Verbandsgemeinde de Edenkoben dans l'arrondissement de la Route-du-Vin-du-Sud

| 1. Altdorf 2. Böbingen 3. Burrweiler 4. Edenkoben 5. Edesheim 6. Flemlingen 7. Freimersheim (Pfalz) 8. Gleisweiler | 1. Gommersheim 2. Großfischlingen 3. Hainfeld 4. Kleinfischlingen 5. Rhodt unter Rietburg 6. Roschbach 7. Venningen 8. Weyher in der Pfalz |